# Escorailles
Escorailles – miejscowość i gmina we Francji, w regionie Owernia-Rodan-Alpy, w departamencie Cantal.
Według danych na rok 1990 gminę zamieszkiwały 83 osoby, a gęstość zaludnienia wynosiła 30 osób/km² (wśród 1310 gmin Owernii Escorailles plasuje się na 757. miejscu pod względem liczby ludności, natomiast pod względem powierzchni na miejscu 1036.).